# NHL Stadium Series 2020

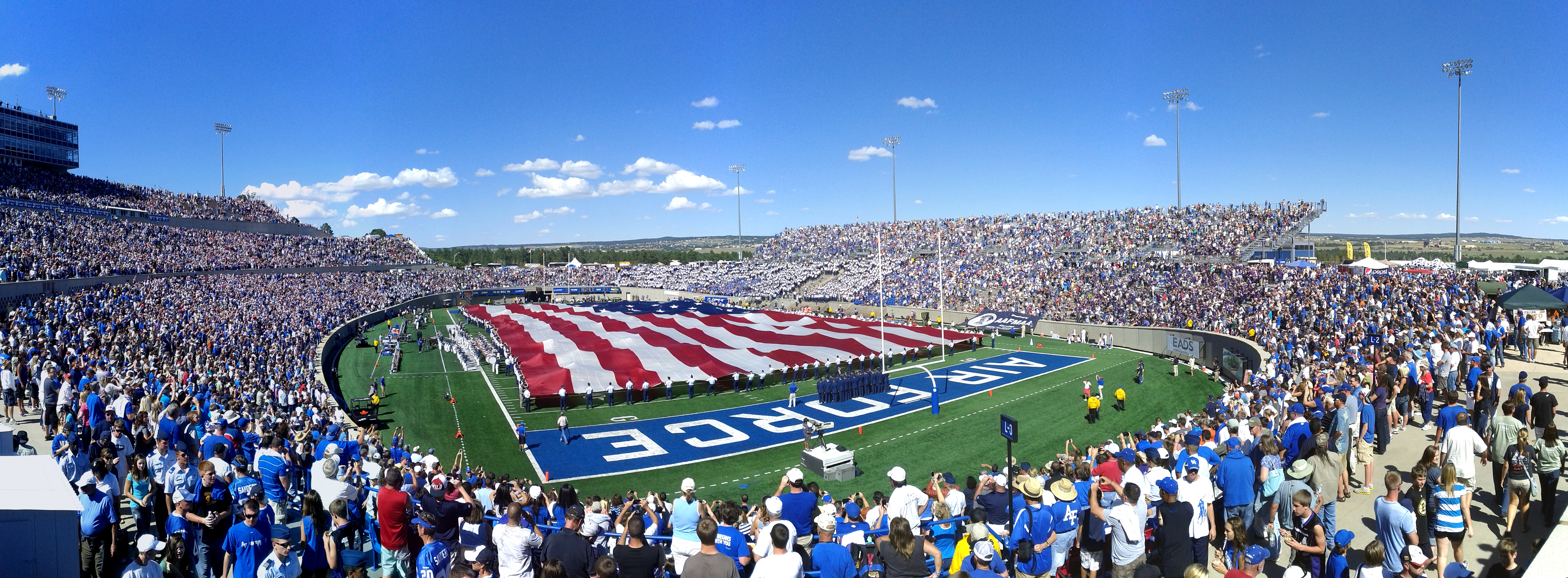
Arenan som stod värd för sportarrangemanget, 2011.

Navy Federal Credit Union NHL Stadium Series 2020 var ett sportarrangemang i den nordamerikanska ishockeyligan National Hockey League (NHL) där en grundspelsmatch spelades utomhus mellan Colorado Avalanche och Los Angeles Kings på Falcon Stadium vid United States Air Force Academy i Colorado Springs, Colorado i USA den 15 februari 2020.

## Matchen

### Laguppställningarna
| Vänsterforwards       | Centrar                  | Högerforwards      |
| --------------------- | ------------------------ | ------------------ |
| Gabriel Landeskog (C) | Nathan MacKinnon (A)     | Mikko Rantanen     |
| André Burakovsky      | J.T. Compher             | Joonas Donskoi     |
| Matt Calvert          | Pierre-Édouard Bellemare | Valerij Nitjusjkin |
| Matt Nieto            | Tyson Jost               | Vladislav Kamenev  |
| Backar                |                          | Backar             |
| Ryan Graves           |                          | Cale Makar         |
| Samuel Girard         |                          | Erik Johnson (A)   |
| Ian Cole              |                          | Nikita Zadorov     |
|                       | Målvakter                |                    |
|                       | Philipp Grubauer         |                    |
|                       | Pavel Francouz           |                    |
|                       | Tränare                  |                    |
|                       | Jared Bednar             |                    |

| Vänsterforwards  | Centrar          | Högerforwards    |
| ---------------- | ---------------- | ---------------- |
| Alex Iafallo     | Anže Kopitar (C) | Tyler Toffoli    |
| Adrian Kempe     | Jeff Carter (A)  | Martin Frk       |
| Trevor Moore     | Blake Lizotte    | Dustin Brown     |
| Austin Wagner    | Michael Amadio   | Trevor Lewis     |
| Backar           |                  | Backar           |
| Joakim Ryan      |                  | Drew Doughty (A) |
| Alec Martinez    |                  | Sean Walker      |
| Kurtis MacDermid |                  | Matt Roy         |
|                  | Målvakter        |                  |
|                  | Jonathan Quick   |                  |
|                  | Cal Petersen     |                  |
|                  | Tränare          |                  |
|                  | Todd McLellan    |                  |

### Resultatet
|  | 15 februari 2020 | Colorado Avalanche                                                                           | 1 – 3   | Los Angeles Kings | Falcon Stadium | |
|  |                  | Första perioden: — Andra perioden: Samuel Girard (19:18) Assist: Rantanen Tredje perioden: — | Rapport | Första perioden: (14:01) Tyler Toffoli Assists: Iafallo, Ryan Andra perioden: — Tredje perioden: (19:05) Tyler Toffoli Assist: Kopitar (19:55) Tyler Toffoli Assists: Kopitar, Iafallo | Colorado Springs, Colorado, USA Publik: 43 574 Domare: Tom Chmielewski, Chris Rooney Linjedomare: Shandor Alphonso, Greg Devorski | Colorado Springs, Colorado, USA Publik: 43 574 Domare: Tom Chmielewski, Chris Rooney Linjedomare: Shandor Alphonso, Greg Devorski |
|  |                  |                                                                                              |         | | Colorado Springs, Colorado, USA Publik: 43 574 Domare: Tom Chmielewski, Chris Rooney Linjedomare: Shandor Alphonso, Greg Devorski | Colorado Springs, Colorado, USA Publik: 43 574 Domare: Tom Chmielewski, Chris Rooney Linjedomare: Shandor Alphonso, Greg Devorski |
|  |                  |                                                                                              |         | | Colorado Springs, Colorado, USA Publik: 43 574 Domare: Tom Chmielewski, Chris Rooney Linjedomare: Shandor Alphonso, Greg Devorski | Colorado Springs, Colorado, USA Publik: 43 574 Domare: Tom Chmielewski, Chris Rooney Linjedomare: Shandor Alphonso, Greg Devorski |

#### Matchstatistik
|                     | Colorado Avalanche | Los Angeles Kings |
| ------------------- | ------------------ | ----------------- |
| Powerplay           | 0/2                | 0/2               |
| Tacklingar          | 24                 | 25                |
| Vunna tekningar (%) | 55                 | 45                |
| Blockerade skott    | 18                 | 9                 |
| Utvisningsminuter   | 4                  | 4                 |

| Period | Colorado Avalanche | Los Angeles Kings |
| ------ | ------------------ | ----------------- |
| Första | 15                 | 7                 |
| Andra  | 11                 | 5                 |
| Tredje | 7                  | 11                |
| Totalt | 33                 | 23                |

#### Utvisningar
| Spelare           | Utvisning       | Utvisningsminuter | Tid             |
| Första perioden   | Första perioden | Första perioden   | Första perioden |
| ----------------- | --------------- | ----------------- | --------------- |
| Gabriel Landeskog | Tripping        | 2:00              | 07:10           |
| Andra perioden    |                 |                   |                 |
| Tredje perioden   |                 |                   |                 |
| André Burakovsky  | Interference    | 2:00              | 09:27           |
| Källa:            |                 |                   |                 |

| Spelare                                            | Utvisning       | Utvisningsminuter | Tid             |
| Första perioden                                    | Första perioden | Första perioden   | Första perioden |
| -------------------------------------------------- | --------------- | ----------------- | --------------- |
| Jeff Carter                                        | Hakning         | 2:00              | 07:07           |
| Andra perioden                                     |                 |                   |                 |
| Tredje perioden                                    |                 |                   |                 |
| Blake Lizotte                                      | Holding         | 2:00              | 09:10           |
| Termer: Förseelser som leder till utvisningsstraff |                 |                   |                 |

### Statistik

#### Colorado Avalanche

##### Utespelare
| Spelare                  | Mål | Assists | Poäng | +/− | Utvisningsminuter | Skott | Vunna tekningar (%) | Tacklingar | Tid på isen |
| ------------------------ | --- | ------- | ----- | --- | ----------------- | ----- | ------------------- | ---------- | ----------- |
| Samuel Girard            | 1   | 0       | 1     | 0   | 0                 | 3     | —                   | 1          | 21:20       |
| Mikko Rantanen           | 0   | 1       | 1     | -1  | 0                 | 2     | 100                 | 4          | 18:57       |
| Pierre-Édouard Bellemare | 0   | 0       | 0     | 0   | 0                 | 1     | 67                  | 0          | 12:58       |
| André Burakovsky         | 0   | 0       | 0     | -1  | 2                 | 1     | —                   | 0          | 17:38       |
| Matt Calvert             | 0   | 0       | 0     | 0   | 0                 | 2     | 100                 | 1          | 12:47       |
| Ian Cole                 | 0   | 0       | 0     | 0   | 0                 | 3     | —                   | 1          | 21:20       |
| J.T. Compher             | 0   | 0       | 0     | -2  | 0                 | 1     | 33                  | 0          | 16:56       |
| Joonas Donskoi           | 0   | 0       | 0     | -1  | 0                 | 0     | —                   | 0          | 15:52       |
| Ryan Graves              | 0   | 0       | 0     | 0   | 0                 | 1     | —                   | 2          | 19:23       |
| Erik Johnson             | 0   | 0       | 0     | 0   | 0                 | 5     | —                   | 1          | 19:57       |
| Tyson Jost               | 0   | 0       | 0     | 0   | 0                 | 2     | 50                  | 2          | 10:25       |
| Vladislav Kamenev        | 0   | 0       | 0     | 0   | 0                 | 1     | —                   | 0          | 9:11        |
| Gabriel Landeskog        | 0   | 0       | 0     | -2  | 2                 | 1     | 67                  | 4          | 18:11       |
| Nathan MacKinnon         | 0   | 0       | 0     | -1  | 0                 | 5     | 55                  | 0          | 20:19       |
| Cale Makar               | 0   | 0       | 0     | -2  | 0                 | 2     | —                   | 0          | 22:13       |
| Matt Nieto               | 0   | 0       | 0     | 0   | 0                 | 0     | —                   | 2          | 11:04       |
| Valerij Nitjusjkin       | 0   | 0       | 0     | 0   | 0                 | 2     | —                   | 2          | 13:23       |
| Nikita Zadorov           | 0   | 0       | 0     | -1  | 0                 | 1     | —                   | 3          | 17:35       |
| Källa:                   |     |         |       |     |                   |       |                     |            |             |

##### Målvakt
| Spelare          | Skott mot sig | Räddningar | Insläppta mål | Räddningsprocent | Utvisningsminuter | Tid på isen |
| ---------------- | ------------- | ---------- | ------------- | ---------------- | ----------------- | ----------- |
| Philipp Grubauer | 15            | 14         | 1             | 0,933            | 0                 | 42:33       |
| Pavel Francouz   | 7             | 6          | 1             | 0,857            | 0                 | 16:16       |
| Källa:           |               |            |               |                  |                   |             |

#### Los Angeles Kings

##### Utespelare
| Spelare          | Mål | Assists | Poäng | +/− | Utvisningsminuter | Skott | Vunna tekningar (%) | Tacklingar | Tid på isen |
| ---------------- | --- | ------- | ----- | --- | ----------------- | ----- | ------------------- | ---------- | ----------- |
| Tyler Toffoli    | 3   | 0       | 3     | +3  | 0                 | 5     | —                   | 1          | 18:25       |
| Alex Iafallo     | 0   | 2       | 2     | +3  | 0                 | 2     | —                   | 0          | 18:31       |
| Anže Kopitar     | 0   | 2       | 2     | +3  | 0                 | 0     | 50                  | 0          | 19:53       |
| Joakim Ryan      | 0   | 1       | 1     | +2  | 0                 | 1     | —                   | 1          | 20:02       |
| Michael Amadio   | 0   | 0       | 0     | 0   | 0                 | 0     | 20                  | 0          | 11:42       |
| Dustin Brown     | 0   | 0       | 0     | 0   | 0                 | 2     | —                   | 0          | 15:29       |
| Jeff Carter      | 0   | 0       | 0     | -1  | 2                 | 2     | 40                  | 0          | 14:18       |
| Drew Doughty     | 0   | 0       | 0     | +2  | 0                 | 0     | —                   | 3          | 22:29       |
| Martin Frk       | 0   | 0       | 0     | -1  | 0                 | 1     | —                   | 0          | 14:04       |
| Adrian Kempe     | 0   | 0       | 0     | -1  | 0                 | 2     | 100                 | 3          | 14:58       |
| Trevor Lewis     | 0   | 0       | 0     | 0   | 0                 | 0     | —                   | 0          | 10:11       |
| Blake Lizotte    | 0   | 0       | 0     | 0   | 2                 | 0     | 38                  | 1          | 13:08       |
| Kurtis MacDermid | 0   | 0       | 0     | -1  | 0                 | 1     | —                   | 4          | 16:55       |
| Alec Martinez    | 0   | 0       | 0     | +1  | 0                 | 3     | —                   | 2          | 20:20       |
| Trevor Moore     | 0   | 0       | 0     | 0   | 0                 | 2     | 100                 | 2          | 13:55       |
| Matt Roy         | 0   | 0       | 0     | +1  | 0                 | 0     | —                   | 2          | 20:21       |
| Austin Wagner    | 0   | 0       | 0     | 0   | 0                 | 1     | —                   | 4          | 11:29       |
| Sean Walker      | 0   | 0       | 0     | -1  | 0                 | 1     | —                   | 2          | 19:53       |
| Källa:           |     |         |       |     |                   |       |                     |            |             |

##### Målvakt
| Spelare        | Skott mot sig | Räddningar | Insläppta mål | Räddningsprocent | Utvisningsminuter | Tid på isen |
| -------------- | ------------- | ---------- | ------------- | ---------------- | ----------------- | ----------- |
| Jonathan Quick | 33            | 32         | 1             | 0,970            | 0                 | 60:00       |
| Källa:         |               |            |               |                  |                   |             |